# Foreste di conifere montane dei Saiani
Le foreste e steppe montane degli Altai sono una ecoregione terrestre della ecozona paleartica appartenente al bioma delle Foreste di conifere temperate (codice ecoregione: PA0519) che si sviluppa per circa 357.400 km² nell'Asia centrale, lungo il confine fra Russia e Mongolia.
L'ecoregione fa parte dell'ecoregione globale denominata Foreste montane dei Monti Altai-Saiani, inclusa nella lista Global 200.
Lo stato di conservazione è considerato vulnerabile.

## Territorio
La regione si sviluppa sulle media altitudini dei monti Saiani in un'area lunga circa 1.300 km, che a partire dalla valle del fiume Katun arriva fino a sud est del lago Baikal, interessando il gruppo dei Kuzneckij Alatau, i Saiani Occidentali, i Saiani Orientali e i monti Tannu-Ola. L'area è attraversata da numerose valli dei fiumi Ob, Irtysh, Yenisei e i loro affluenti.
L'area ha inverni molto freddi, ed estati calde. Le temperature minime e massime assolute rilevate dalle stazioni meteo variano fra -50 °C e +30 °C.

## Flora
Secondo la fitogeografia, questa ecoregione appartiene alla provincia della taiga di montagna dei monti Altai e Saiani. La zona di foresta si trova al di sotto di una fascia di vegetazione subalpina e può essere suddivisa in tre sottozone: la taiga di aghifoglie chiara, la taiga di aghifoglie scura e la taiga nera.
La taiga di aghifoglie chiara prevale al di sopra dei 1400 m; è costituita in prevalenza da piante di Larix sibirica e da alcuni Pinus silvestris e presenta uno strato arbustivo ed erbaceo ben sviluppato. Tra le erbe qui presenti ricordiamo Milium effusum, Aconitum barbatum, A. volubile, Heracleum sibiricum, Calamagrostis epigeios, C. arundinacea, C. macilenta e C. obtusata. Questa fascia si estende in altitudine fino ai 1800 m, ma gli alberi di Pinus silvestris crescono anche più in alto, e tra i 1500 e 1600 m costituiscono talvolta la specie dominante, rimpiazzando Larix sibirica. La maggior parte di queste foreste è più vecchia di 150 anni. Specie frequenti nello strato arbustivo sono Betula nana e Rhododendron lapponicum. Nella taiga di aghifoglie scura, Abies sibirica è la specie dominante, assieme a Pinus sibirica, Picea obovata e, talvolta, Larix sibirica. Sphagnum spp. e licheni ricoprono il terreno.

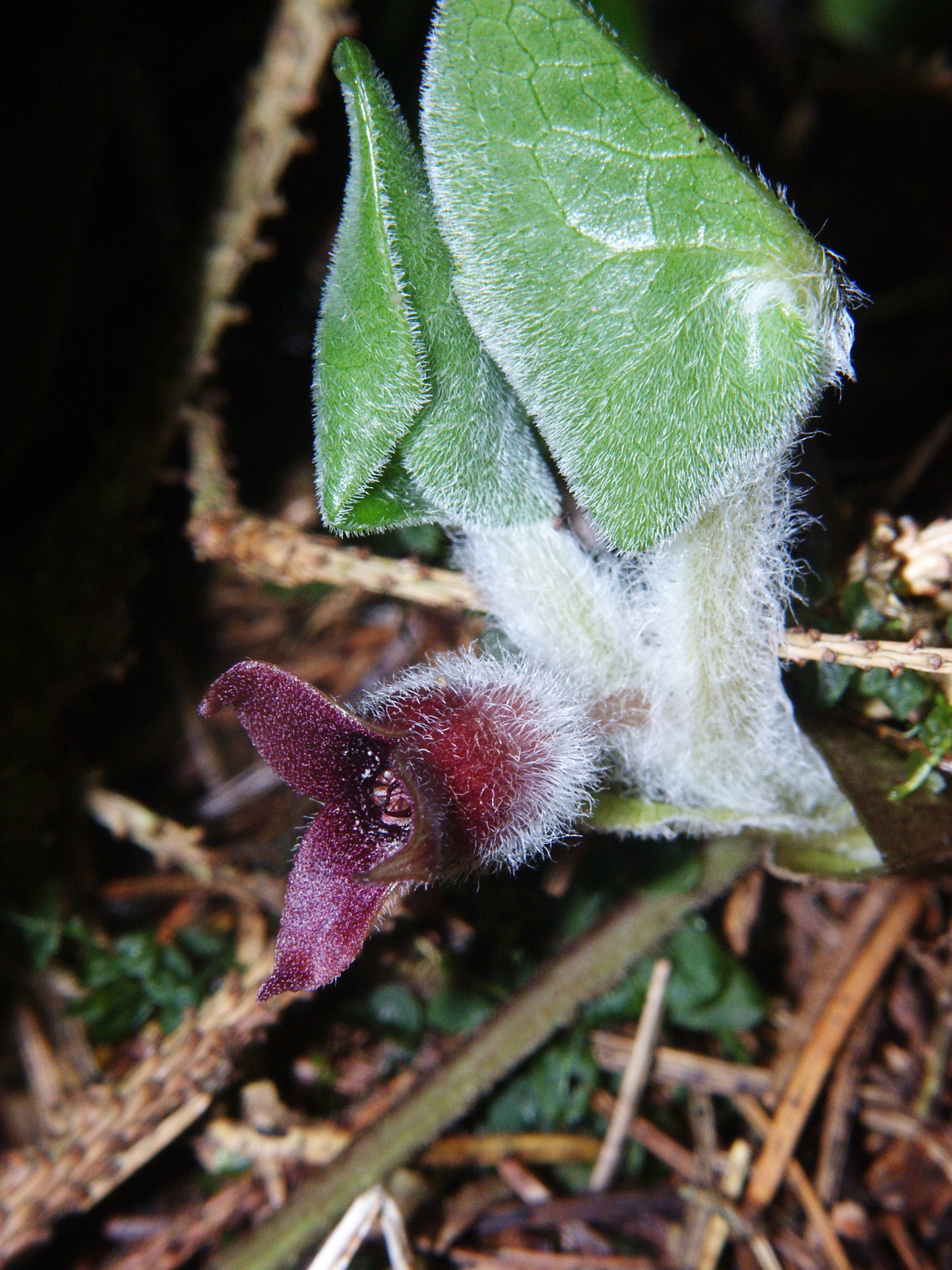
Ginger selvatico europeo (Asarum europaeum)

Il limite altitudinale inferiore della zona di foresta dei monti Altai e Saiani varia tra i 600 e i 900 m a seconda dei parametri ambientali. La taiga nera presenta all'incirca le stesse specie dominanti di alberi della taiga di aghifoglie scura (alle quali si aggiunge Populus tremula), ma ha una struttura verticale più sviluppata e una maggiore diversità di specie. Nello strato arbustivo troviamo Padus avium, Viburnum opulus, Lonicera caerulea, Caragana arborescens, C. frutex, Spiraea media, S. chamaedryfolia, Rosa acicularis, R. spinosissima, R. oxyacantha, Sorbus aucuparia, Sambucus racemosa, Ribes nigrum e Rubus idaeus. Nella foresta si aprono talvolta ampie radure, dove la vegetazione erbacea può raggiungere un'altezza di 120 cm e oltre. Tali radure sono occupate da Aconitum septentrionale, Actaea rubra, Allantodia crenata, Allium victorialis, Athyrium filix-femina, Calamagrostis obtusata, Cerastium pauciflorum, Crepis lyrata, Dryopteris campyloptera, D. filix-mas, Festuca gigantea e Poa remota. Tra le specie relitte presenti qui dal Terziario vi sono Asarum europaeum, Stachys sylvatica e le già citate Dryopteris filix-mas e Festuca gigantea.

## Fauna
Tra i mammiferi più comuni della regione vi sono l'orso bruno (Ursus arctos), il ghiottone (Gulo gulo), l'ermellino (Mustela erminea), la donnola siberiana (M. sibirica), lo zibellino (Martes zibellina), l'alce (Alces alces), lo stambecco siberiano (Capra sibirica), il mosco siberiano (Moschus moschiferus), il capriolo (Capreolus capreolus), il lupo (Canis lupus), la volpe rossa (Vulpes vulpes), la talpa siberiana (Talpa altaica) e lo scoiattolo comune (Sciurus vulgaris). Le zone più vicine alla steppa sono abitate dal cervo nobile (Cervus elaphus).
Tra gli uccelli sono comuni il gallo cedrone becconero (Tetrao urogalloides), il francolino di monte eurasiatico (Tetrastes bonasia), il cuculo eurasiatico (Cuculus canorus), il picchio tridattilo eurasiatico (Picoides tridactylus), il prispolone eurasiatico (Anthus trivialis), la poiana comune (Buteo buteo), l'astore comune (Accipiter gentilis) e lo sparviero eurasiatico (Accipiter nisus). Nella regione vivono anche specie considerate minacciate a livello nazionale, come l'aquila reale (Aquila chrysaetos), l'aquila di mare (Haliaeetus albicilla), l'aquila pescatrice di Pallas (H. leucoryphus), il falco pellegrino (Falco peregrinus) e il falco pescatore (Pandion haliaetus), o locale, come la poiana degli altipiani (Buteo hemilasius), il falco pecchiaiolo orientale (Pernis ptilorhynchus) e lo sparviero del Giappone (Accipiter gularis). Ben rappresentati sono i rapaci notturni, sia con specie comuni, come il gufo di palude (Asio flammeus) e l'assiolo eurasiatico (Otus scops), che localmente rare, come il gufo reale eurasiatico (Bubo bubo), l'allocco di Lapponia (Strix nebulosa), l'allocco degli Urali (S. uralensis), il gufo comune (Asio otus), l'ulula (Surnia ulula), la civetta nana (Glaucidium passerinum) e la civetta capogrosso boreale (Aegolius funereus).
Tra i pesci rinvenibili con più frequenza nelle acque della regione ricordiamo Barbatula barbatula, Phoxinus phoxinus, Cottus poecilopus, C. sibiricus, Hucho taimen e Brachymystax lenok, mentre tra quelli minacciati figurano Coregonus pidschian, C. pravdinellus, Oreoleuciscus potanini e Thymallus spp.
Tra i rettili e gli anfibi sono comuni la lucertola vivipara (Zootoca vivipara), la rana arvale (Rana arvalis), la vipera siberiana (Gloydius halys) e il marasso (Vipera berus).

## Popolazione
L'ecoregione delle foreste e steppe montane degli Altai è caratterizzata da una densità abitativa molto bassa, con popolazioni sparse principalmente nelle valli e nelle aree di pianura. Gli insediamenti umani sono generalmente piccoli villaggi e comunità rurali, spesso abitati da popoli indigeni come gli Altai, i Tuvani, i Buriati e i Kazaki, oltre a una presenza russa più recente, soprattutto nei centri urbani. Le principali attività economiche sono tradizionalmente l'allevamento nomade o semi-nomade di bestiame (cavalli, yak, bovini, ovini e caprini), la raccolta di prodotti forestali, la caccia e, in alcune aree, la silvicoltura e l'agricoltura. In Mongolia e nelle regioni più remote della Russia, molte comunità continuano a vivere secondo stili di vita tradizionali, con una forte dipendenza dalle risorse naturali e dalle pratiche pastorali. Tuttavia, negli ultimi decenni si è registrato un graduale aumento del turismo, soprattutto ecoturismo e attività di trekking, particolarmente intorno ai laghi montani e ai parchi nazionali. L'accesso all'istruzione e ai servizi sanitari rimane limitato nelle aree più remote, contribuendo al mantenimento di uno stile di vita rurale e spesso autosufficiente. In alcune zone, infine, si riscontra una progressiva emigrazione verso i centri urbani, dovuta alle difficili condizioni di vita e alle limitate opportunità economiche nelle regioni montane.

## Conservazione
Lo stato di conservazione della regione è considerato vulnerabile. I maggiori pericoli vengono dal taglio indiscriminato degli alberi per la produzione di legna da ardere e da fattori di inquinamento.
Nella regione vi sono diverse aree protette. Fra queste le più importanti sono:
- Parco nazionale del lago Hôvsgôl[3];
- Riserva naturale degli Altai[4];
- Riserva naturale di Azas[5];